# Blåvand Radio
Blåvand Radio blev oprettet i 1914 som kystradiostation med kaldesignalet OXB.
Blåvand Radio var dengang placeret umiddelbart ved Blåvand Fyr på Blåvands Huk vest for Varde. Senderen var en gnistsender. Blåvand Radio var Danmarks første civile kystradiostation, oprettet efter RMS Titanics forlis april 1912. I 1938 blev stationen flyttet til sin nuværende placering, ca. to km øst for fyret. Samtidigt blev senderen opgraderet til en radiorør-sender med en udgangseffekt på 600 Watt.
Blåvand Radio blev især kendt i den bredere befolkning for filmen "Blaavand melder storm" (1938).
Stationen er ikke længere bemandet, men er siden 1996 blevet fjernbetjent via Satellit af Lyngby Radio og benytter derfor også Lyngby Radios kaldesignal OXZ.
De sidste rester af det der de sidste år var en Satellitstation er i 2019 lukket helt ned.